# Dinaraea angustula
Dinaraea angustula är en skalbaggsart som först beskrevs av Leonard Gyllenhaal 1810.  Dinaraea angustula ingår i släktet Dinaraea och familjen kortvingar. Arten är reproducerande i Sverige. Inga underarter finns listade i Catalogue of Life.